# Louis-Auguste Bisson
Pour les articles homonymes, voir Bisson.

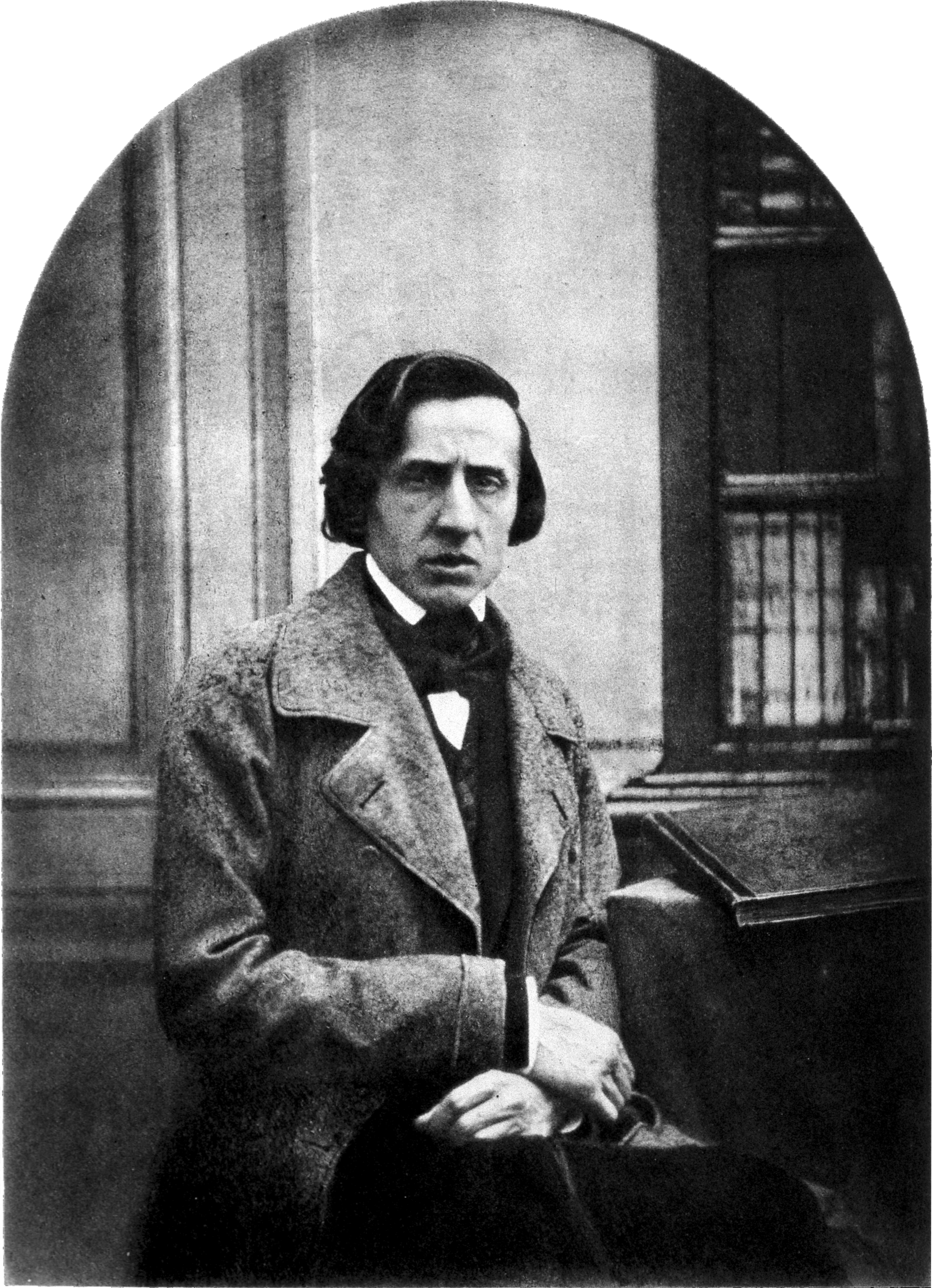
Photographie de Chopin (1849), attribuée à Louis-Auguste Bisson

Louis-Auguste Bisson est un photographe français, né le 21 avril 1814 à Paris et mort le 11 mai 1876 dans la même ville.

## Biographie
En 1841, après des études d'architecture, il ouvre un studio près de la Madeleine à Paris.
En 1842, le photographe Louis-Auguste Bisson tire d'Honoré de Balzac un daguerréotype — procédé alors connu depuis seulement trois ans et auquel Balzac s'intéressait beaucoup — dont il fait ensuite un portrait en couleur.
Avec son frère Auguste-Rosalie Bisson, il fait de nombreuses photographies de montagne ; ensemble, ils sont connus sous le nom des frères Bisson (les deux frères s'appellent Auguste).
Il voyage en Espagne durant l'hiver 1852-1853.
Il s'est beaucoup servi du procédé au collodion humide.
En 1860, les frères accompagnent Napoléon III lors de son voyage en Savoie et y font des photographies remarquables. Encouragé par ce succès, Auguste-Rosalie fait l'année suivante l'ascension du mont Blanc, accompagné de 25 porteurs.
Parmi les photographies les plus célèbres qui sont attribuées à Louis-Auguste Bisson figure celle du compositeur Frédéric Chopin. L'origine de ce portrait n'ayant jamais été démontrée, il a été exclu de l'exposition Les frères Bisson, photographes organisée par la Bibliothèque nationale de France (site François-Mitterrand, 1999) et le musée Folkwang[réf. souhaitée].
Plusieurs des photographies de Bisson (Nécrose du nez, Ablation totale de la mâchoire inférieure, Homme à la joue gonflée, etc.) représentent des malades et sont destinées à illustrer des ouvrages de médecine.